# Polyrhachis laevigata
Polyrhachis laevigata é uma espécie de formiga do gênero Polyrhachis, pertencente à subfamília Formicinae.